# 1720 w polityce

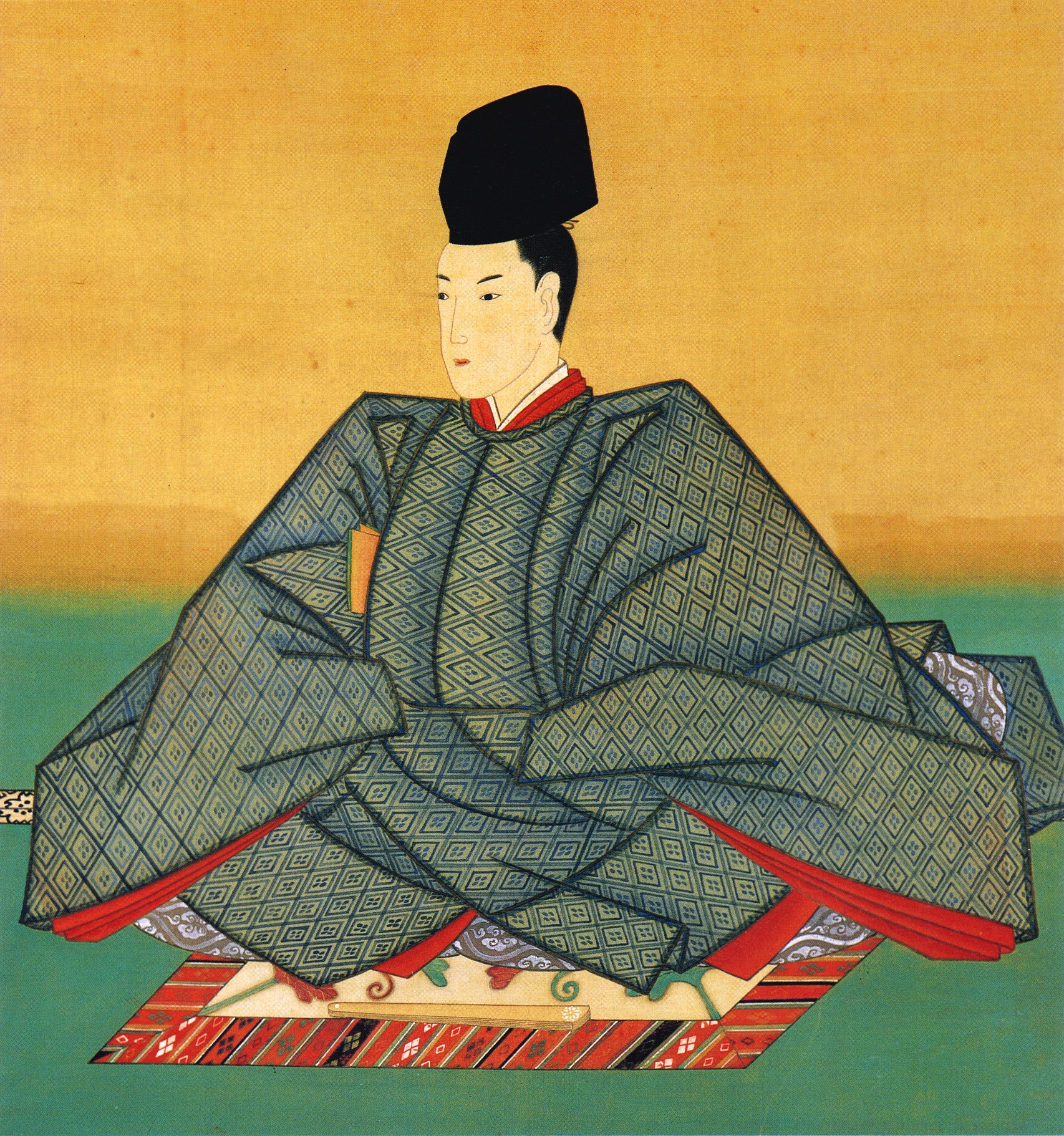
Sakuramachi, cesarz Japonii

Wydarzenia polityczne w 1720 roku.

## Urodzili się
- 8 lutego Sakuramachi, cesarz Japonii[1].

## Zmarli
- Francis Daniel Pastorius, prawnik, założyciel miasta Germantown w Pensylwanii[2].